# Monastère de Kremikovtsi
Le monastère Saint-Georges le Victorieux de Kremikovtsi (en bulgare : Кремиковски манастир „Свети Георги Победоносец“) est un monastère orthodoxe bulgare situé dans le diocèse orthodoxe bulgare de Sofia.

## Emplacement
Il est situé sur le versant sud du Grand Balkan, à 4 km au nord du quartier de Kremikovtsi à Sofia, sur le lieu-dit de Gradishteto, où l'on peut voir les vestiges d'une forteresse.

## Histoire
Le monastère a été construit sous le Second Empire bulgare, certainement sous le règne du tsar Ivan Alexandre, mais a été détruit lors de la conquête ottomane. En 1493, un boyard de Sofia, Radivoï, la restaura avec ses propres fonds, en mémoire de ses deux enfants décédés, Todor et Dragana. L’ancienne église située dans la cour du monastère date de cette époque. En 1503, le toit du vestibule du monastère fut détruit par un tremblement de terre. L'inscription laissée par le ktitor montre clairement que l'ancienne église a été rénovée en 1611. En termes d'apparence et d'architecture, il s'agit d'une église à nef unique avec un vestibule et une abside d'autel semi-circulaire.
Les fresques de l'ancienne église se distinguent par leur monumentalité et leur impact. Les différences de style et de technique indiquent que les fresques du vestibule et celles de l'église elle-même ont été réalisées par des peintres différents et à des époques différentes, certainement au moments des différentes rénovations qui ont eu lieu en 1493 puis en 1611.
Parmi les fresques du vestibule datant de 1493, se distinguent les images du fondateur Radivoï et de sa famille accompagnés du métropolite Kalevit de Sofia remettant une copie miniature du monastère en offrande à Saint Georges.
Ces fresques sont l'œuvre d'un atelier de l'école d'art de Kastoriá, qui a également peint les fresques de l'église "Sainte-Vierge de Koubelidiki (el)" à Kastoriá.
Les murs nord, sud et ouest du vestibule ont été peints au XVIIe siècle. Parmi les fresques se distinguent les images de l'archange Michel, des Saints empereurs Constantin et Hélène, de Saint Procope, de Théodore le Stratilate et de Théodore Tiron, ainsi que de moments de la vie de la Vierge et de Saint Georges.
Le monastère était un centre éclairé et spirituel, et l'un des plus anciens manuscrits conservés y étant conservé est l'Évangile de Kremikov de 1497, écrit sur ordre du métropolite Kalevit. Un triptyque avec un monument du XVIe siècle a été conservé, ainsi qu'une iconostase en bois des XVIIe et XVIIIe siècles.
En 1876, le monastère servit de cachette au haydouk de la troupe de Botev Dimitar Stefanov-Kazaka (bg).
Durant l'époque communiste, l’ancienne église servait d’écurie pour l’armée soviétique.
Dans les années 1950, le monastère fut transformé en local d'hébergement militaire. Les dix-huit ans d'usage on gravement endommagé les fresques, dont la restauration commença en 1987.
Depuis 30 ans, les fresques de l'ancienne église du monastère font l'objet d'une restauration par des spécialistes de l'Institut national des monuments culturels. Le bâtiment lui-même a également été réparé et restauré.
L'iconostase de la nouvelle église Sainte-Vierge-Protectrice, construite en 1906 sous l'abbesse Aglaïda, est l'œuvre des artisans de la Famille Filipov (bg).
En 2010, une chapelle a été consacrée en l'honneur de Saint Antoine par Jean de Varna et Veliki Preslav (bg), évêque de Znepolé et vicaire du métropolite de Sofia. Saint Antoine a été choisi comme saint patron de la chapelle en raison de son rôle de fondateur du monachisme orthodoxe.
Depuis début 2020, le monastère commence à réaliser un projet à grande échelle pour la construction d'une nouvelle aile nord et d'un musée. Le projet, en partie financé par des fonds de l'Union européenne, est évalué à 10 millions de levas.
Divers projets sont prévus, parmi lesquels la conservation et la restauration des fresques de l'église médiévale de Saint-Georges ou la construction d'une aile monastique nord, dans laquelle seront séparés un musée interactif et un centre d'information. Le projet devrait être achevé à l'été 2024.

## Ferme du monastère
Dans les années 1930, le monastère possédait une immense ferme, employant plus de 60 ouvriers qui s'occupaient des quelque 700 vaches, 1 500 moutons et 700 ruches du monastère. La moitié du terrain de l'usine actuelle de "Kremikovtsi" appartient également au monastère.
Aujourd'hui, la ferme du monastère a été partiellement restaurée. Les moutons, les chèvres, les vaches et les abeilles y sont soignés et des herbes médicinales sont récoltées dans les prairies voisines pour la production de produits bio fabriqués à la main qui sont depuis 2018 vendus sur place, mais également sur la boutique en ligne du monastère,.

## Galerie

Photos du monastère Kremikovtsi
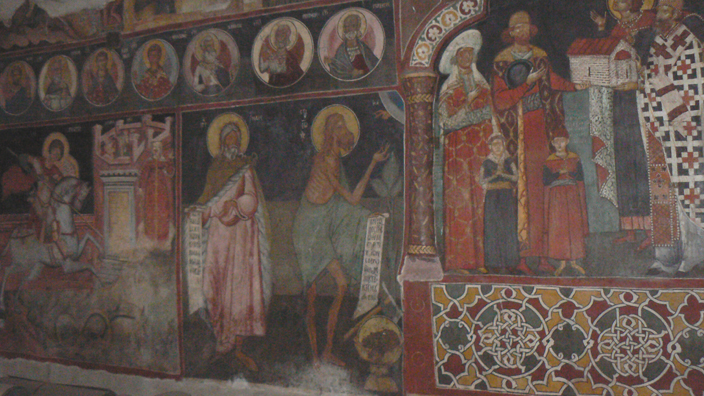
Le vestibule de l'ancienne église (1493)
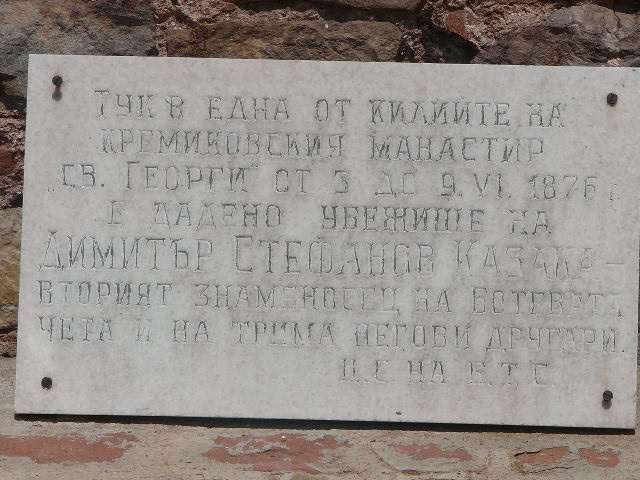
Plaque à côté de l'entrée de l'ancienne église
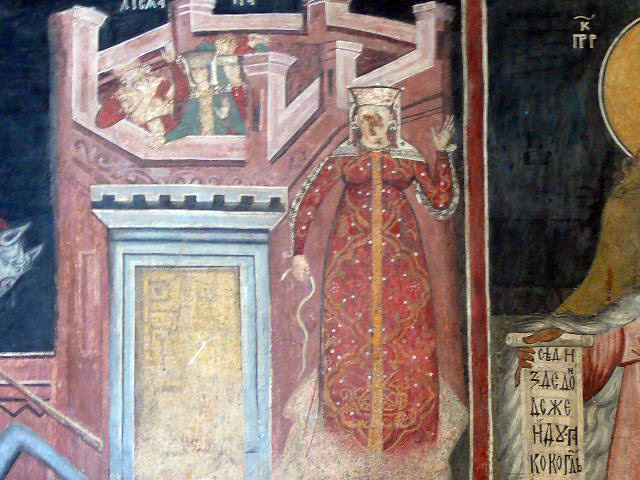
Les fresques de la vieille église
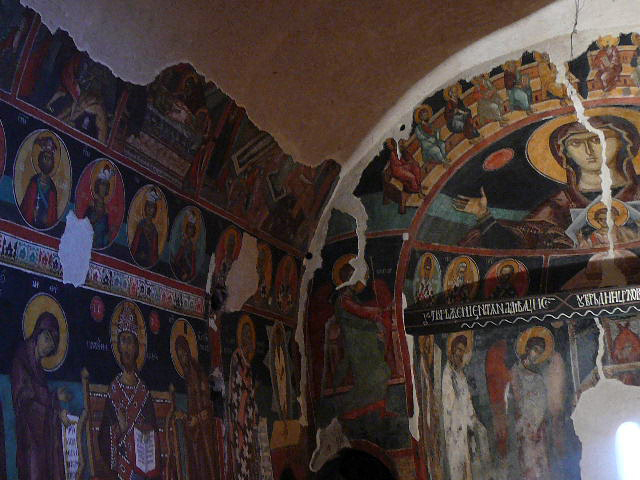
Peintures murales
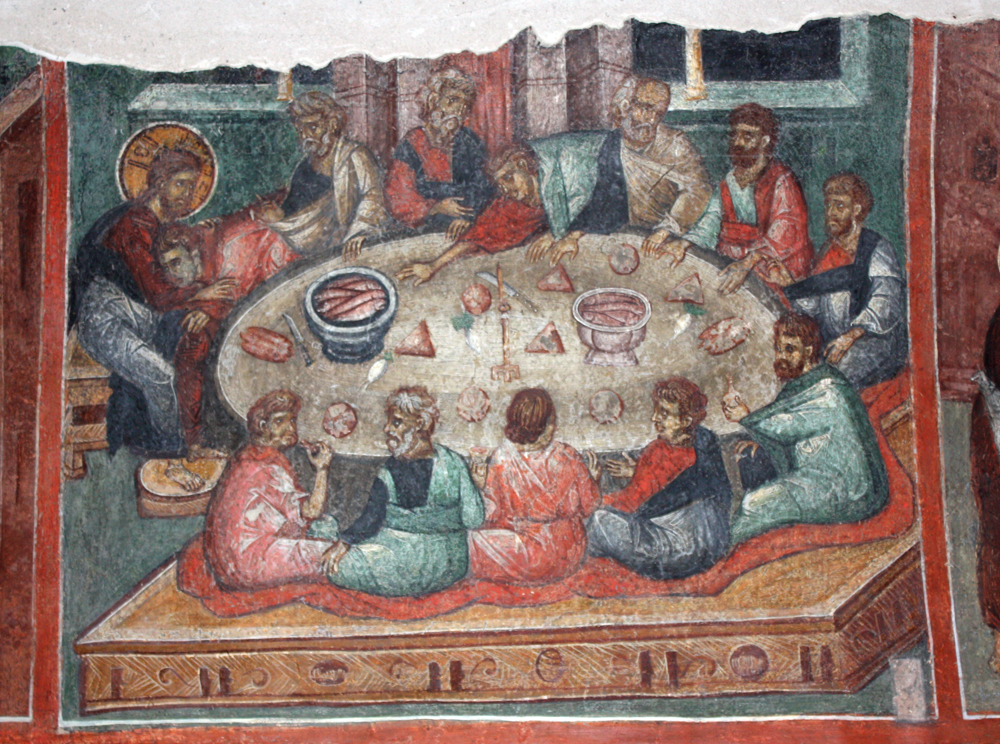
La Cène
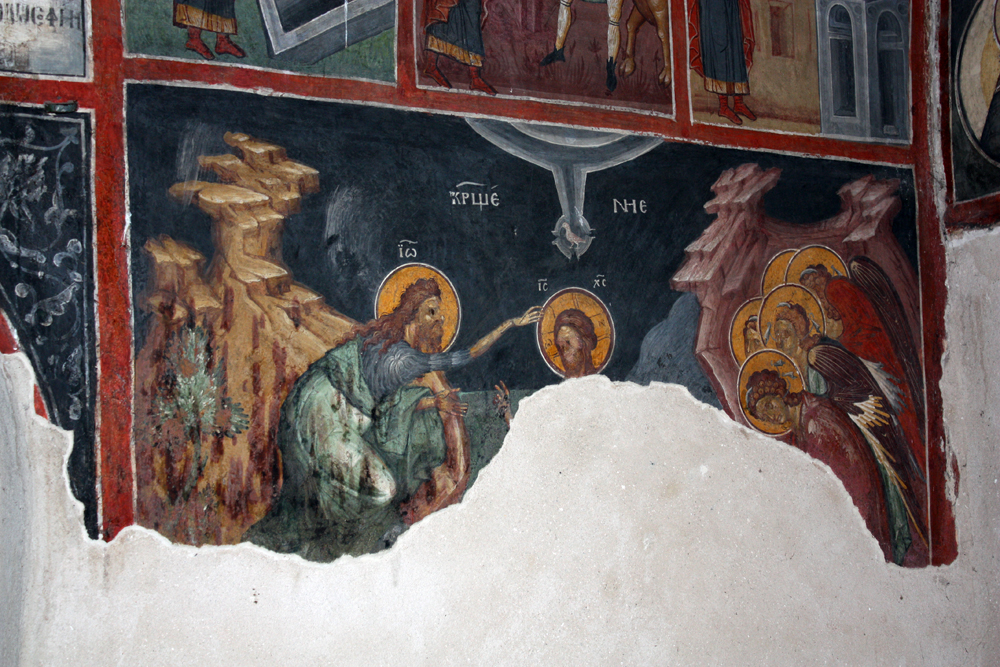
Baptême du Christ
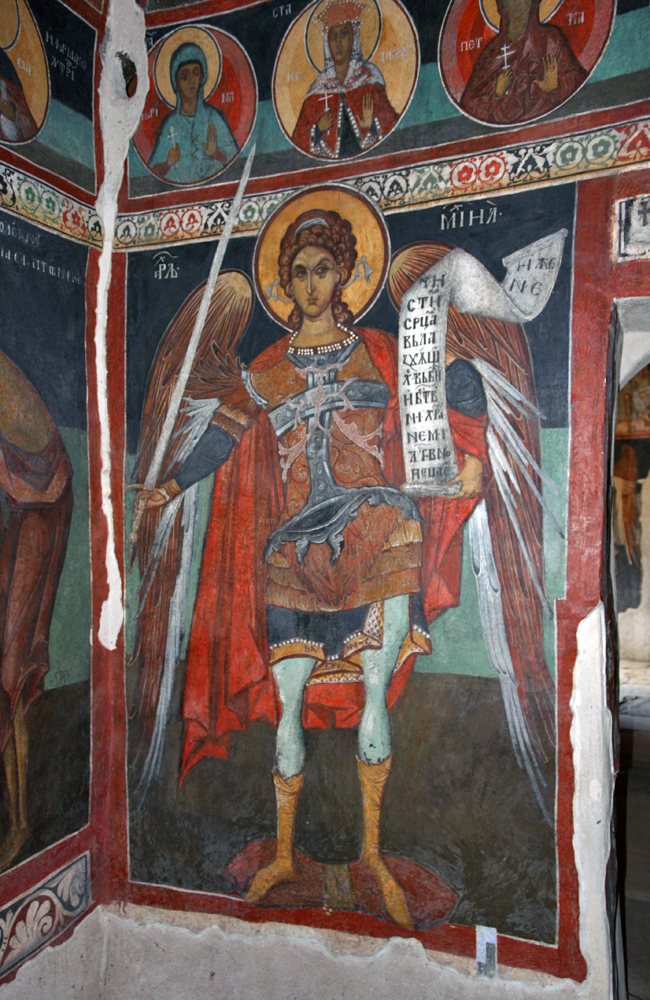
L'archange Michel
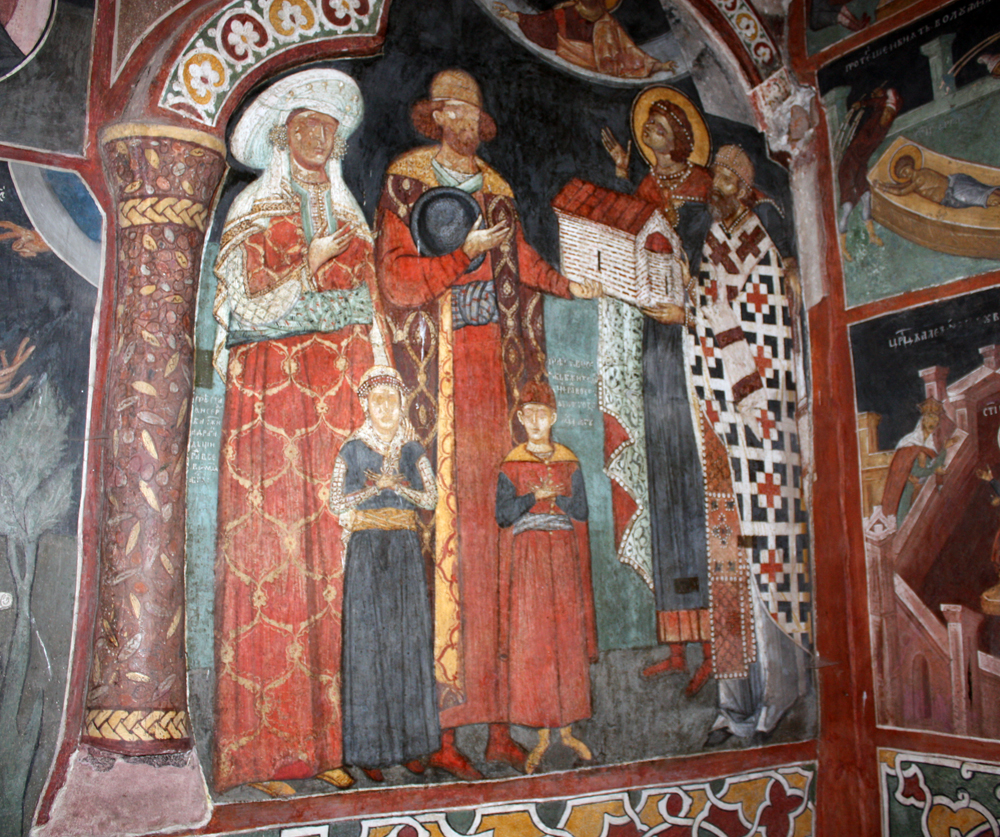
La famille du boyardRadiovoï remettant une copie du monastère à Saint Georges
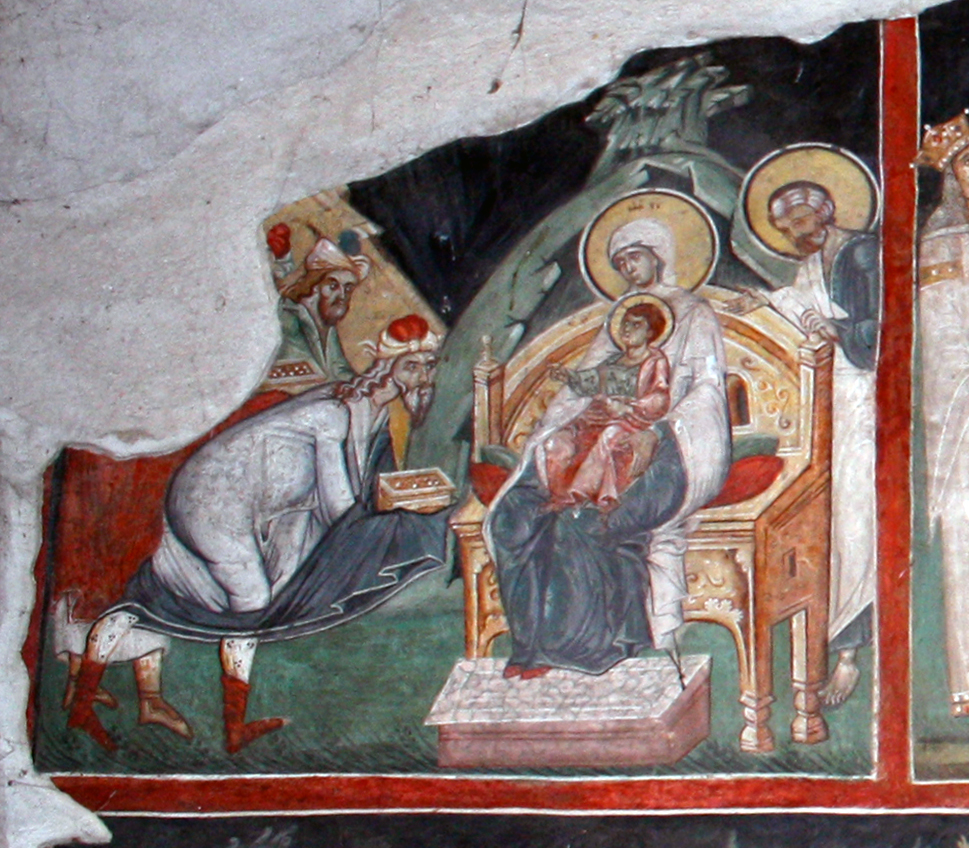
L'Adoration des Mages

## Sources
1. ↑  (bg) Кремиковски манастир „Св. Георги Победоносец“ // Софийска Света митрополия, 27 февруари 2015 г. Архивиран от оригинала на 2021-10-16., « Кремиковски манастир „Св. Георги Победоносец“ »,‎ 27 février 2015
2. ↑  « Кремиковски манастир „Св. Георги Победоносец“ », Софийска Света митрополия,‎ 27 февруари 2015 г
3. ↑  Стоян Авдев, Разрушителните исторически земетресения в София, София, Бесике,‎ 2007, 9 – 10 (ISBN 978-954-916-354-4)
4. ↑  Църковен вестник, бр. 3 от 17 януари 1915 г., с. 31.
5. ↑  « Нов параклис в Кремиковския манастир », Сайт на БПЦ-БП,‎ 17 janvier 2010 (lire en ligne, consulté le 2 janvier 2024)
6. ↑  ИНФОРМАЦИОННА СИСТЕМА ЗА УПРАВЛЕНИЕ И НАБЛЮДЕНИЕ НА СРЕДСТВАТА ОТ ЕС В БЪЛГАРИЯ 2020, « Проект „КРЕМИКОВСКИЯ МАНАСТИР – ДУХОВНИЯТ ЦЕНТЪР НА СОФИЙСКАТА СВЕТА ГОРА” », Проекти по програма "Региони в растеж" (consulté le 2 janvier 2024)
7. ↑  Официален сайт на проекта „Кремиковският манастир – духовният център на Софийската Света гора”, « Проект „Кремиковският манастир – духовният център на Софийската Света гора” » (consulté le 2 janvier 2024)
8. ↑  « Кремиковският манастир – домът на чистата храна край София », Агро Зона,‎ 8 août 2021 (lire en ligne, consulté le 2 janvier 2024)
9. ↑  Кремиковски манастир, « Онлайн магазин биопродукти на Кремиковския манастир » (consulté le 2 janvier 2024)
10. ↑  Бразди, « Възродено и възраждащо се стопанство в Кремиковския манастир », Българска национална телевизия,‎ 20 janvier 2018 (lire en ligne, consulté le 2 janvier 2024)